# 24 часа (4-й сезон)
Четвёртый сезон американского драматического телесериала «24 часа», также известный как «Четвёртый день». Премьера которого состоялась 9 января 2005 года на телеканале Fox, премьерная трансляция закончена 23 мая. Сюжет начинается и заканчивается в 7 утра.

## Обзор сезона
Четвёртый сезон начинается через 18 месяцев после окончания третьего. Джек Бауэр работает на министра обороны Джеймса Хеллера после увольнения из КТО, которое нам показывают в приквеле к четвёртому сезону. В самом начале дня Джек оказывается втянут в террористический заговор, которые включает в себя похищение Джеймса Хеллера и его дочери Одри Рейнс.
В этом сезоне повествование сосредоточено на угрозе одного врага — террорист Хабиб Марван. Он контролирует ряд ближневосточных террористических ячеек и запуск ядерной атаки против США. Изначально создатели планировали появление Хабиба Марвана всего в 6 эпизодах сезона, но работа актёра Арнольда Вослу настолько впечатлила продюсеров сериала, что на нём решили сосредоточить весь сезон. Вместо больших актов действие разделили на несколько более мелких, в зависимости от того, на чём в данный момент сосредоточен главный злодей и работа КТО.
1. Взрыв поезда как отвлекающий манёвр для похищения министра обороны и его дочери.
2. Взрыв поезда для похищения из него устройства для инициирования кризисов на АЭС по всей Америке.
3. Угон стелс-истребителя, чтобы сбить Первый борт вместе с президентом США.
4. Похищение ядерной боеголовки для атаки на Лос-Анджелес.

### Основные сюжетные линии
- Когда Джек возвращается в КТО, он вступает в конфронтацию с другими сотрудниками из-за разных взглядов на работу.
- Отношения Джека и Одри напряжены из-за того, что Одри узнаёт, на что способен Джек во время работы.
- Брат Одри Ричард скрывает информацию, которая может помочь КТО, утверждая, что это его личная жизнь.
- Семейство Араз раздирают противоречивые мнения по поводу морального аспекта в разжигании ядерной катастрофы.
- Кёртис подозревает сотрудников в измене.
- Эрин Дрисколл, новый директор КТО, разрывается между уходом за своей дочерью, страдающей шизофренией, и руководством КТО во время кризиса.
- Тони Алмейда и Мишель Дэсслер развелись, но им приходится работать в одном офисе.
- Чарльз Логан не уверен в себе, когда принимает на себя обязанности президента.
- Дэвид Палмер обнаруживает коррупцию в правительстве.
- Китайский консул погибает во время стрельбы, когда Джек Бауэр и его группа проникает в китайское посольство. Джек Бауэр и КТО пытаются скрыть участие Джека и его группы в этой операции.

### Сюжет
Четвёртый день начинается со взрыва при столкновении пригородного поезда с оставленным на путях грузовиком с гексогеном, что позволяет террористам завладеть устройством, известным как Добсен типа Оверрайд. Устройства могут использоваться, чтобы взять под контроль АЭС США и вывести из строя их реакторы. Джек Бауэр теперь работает на министра обороны Джеймса Хеллера, и его работа приводит его в КТО в качестве гостя в этот самый день.
Предполагая, что должно что-то произойти, Джек просит директора КТО Эрин Дрисколл восстановить его в КТО и начинает допрашивать подозреваемого. Подозреваемый раскрывает, что Джеймс Хеллер и Одри Рейнс являются основными объектами, в этот же момент их похищают. Джек спасает программиста (друг Хлои О’Брайен), который обнаружил доказательства готовящейся кибер-атаки, при этом Джек позволяет одному из террористов сбежать, чтобы он привёл его туда, где Рейнс и Хеллер держат в заложниках. Джек спасает их, но потоковое видео, которое смотрели люди через интернет, чтобы увидеть казнь министра обороны, помогает террористам начать атаку на брандмауэры АЭС США.
КТО узнаёт о кибер-атаке. С помощью Бауэра и Тони Алмейда КТО идентифицирует человека, ответственного за это: Хабиб Марван, сотрудник оборонного подрядчика, разработавшего это оборудование. Марвану удаётся устроить аварию на одной АЭС до того, как его обнаруживают. Бауэр и Пол Рейнс, бывший муж Одри, отправляются в штаб-квартиру оборонного подрядчика Макленнэн-Форэстер. В попытке скрыть своё соучастие, руководство компании стирает компьютерные записи и активирует электронную бомбу, которая выводит из строя электронные приборы во всём квартале (8 квадратных миль, 21 км²) в центре Лос-Анджелеса.
Макленнэн-Форестер (McLennan-Forrester) посылает наёмников на Бауэра и Рейнса. Один из них ранил Пола Рейнса. Тони Алмейда и Мишель Десслер присылают подмогу. В этой суматохе с базы ВВС США в Южной Калифорнии угоняют истребитель-стелс. Пилот истребителя стреляет в Первый борт (Air Force One), который разбивается в пустыне Мохаве вместе с президентом Килером и его сыном. Вице-президент Чарльз Логан берёт на себя обязанности президента, пока Килер в критическом состоянии, и просит помощи у Дэвида Палмера, чтобы справиться с кризисом. В конечном счёте, террористической ячейке Марвана удаётся украсть ядерную боеголовку и коды запуска.
Хлою выгоняют с работы, но затем просят вернуться. Появляются сведения о соучастии в теракте гражданина Китая, Ли Чона, который прячется в консульстве своей страны в Лос-Анджелесе. Когда переговоры о выдаче подозреваемого затягиваются, Джек проводит подпольный рейд на территории китайского консульства и похищает Чона. Охрана китайского консульства во время погони за Джеком и его командой случайно убивает китайского консула и ранит Чона. Пол Рейнс умирает в хирургическом отделении после ранения, когда Джек настаивает на том, что спасение Ли Чона является более важным. Это разрушает его отношения с Одри Рейнс. Ядерная ракета впоследствии запущена, и КТО начинает искать её, чтобы перехватить. Когда Джек выходит на Марвана и находит ядерную ракету, китайские агенты выбивают из захваченного агента КТО сведения, что Джек Бауэр руководил нападением на их посольство. Для того чтобы предотвратить возможную утечку американских секретов в руки китайской разведки, правительственные чиновники хотят смерти Джека.
Учитывая события первого дня (первый сезон) и заслугу Джека Бауэра в уничтожении атомной ракеты в небе над Лос-Анджелесом, Дэвид Палмер предупреждает Бауэра о покушении на его жизнь. В ответ на это Бауэр инсценирует свою собственную смерть с помощью друзей — Тони Алмейда, Мишель Десслер и Хлои О’Брайан. Когда Бауэр сбегает из КТО, он окончательно прощается со своим другом и президентом Дэвидом Палмером. Затем он оставляет свою прежнюю жизнь и исчезает в рассвете в 7:00.

### Повороты сюжета, влияющие на следующие сезоны
- Билл Бьюкенен (Bill Buchanan) новый руководитель КТО.
- Джек Бауэр и Кёртис Мэннинг подружились.
- Хлоя О’Браен и Эдгар Стайлс подружились.
- Тони и Мишель уходят из КТО.
- Ченг Джи хочет расквитаться с Джеком Бауэром.
- Ченг Джи ведёт личную вендетту с Джеком Бауэром.
- Джек Бауэр фальсифицирует свою смерть и скрывает правду даже от своей дочери.
- Начало президентства Чарльза Логана.

## Персонажи

### Основной состав
- Джек Бауэр (Кифер Сазерленд) главный герой сериала. Бывший агент КТО.
- Одри Рэйнс (Ким Рейвер) дочь министра обороны Хеллера, возлюбленная Джека.
- Эрин Дрисколл (Альберта Уотсон) директор КТО.
- Сара Гэвин (Лана Паррия) аналитик КТО.
- Кёртис Мэннинг (Роджер Кросс) полевой агент КТО.
- Джеймс Хеллер (Уильям Дивейн) министр обороны США.

### Приглашённые актёры
- Хлоя О’Брайан (Мэри Линн Райскаб) аналитик КТО.
- Чарльз Логан (Грегори Итцин) вице-президент США.
- Билл Бью-Кэнон (Джеймс Морисон[англ.]) новый директор КТО. Приходит к концу сезона на замену Эрин Дрисколл.
- Эдгар Стайлс (Луис Ломбарди[англ.]) аналитик КТО.
- Пол Рэйнс (Джеймс Фрейн) бывший муж Одри.
- Хабиб Марван (Арнольд Вослу) известный террорист. Основной антагонист четвёртого сезона.
- Ченг Джи (Ци Ма) глава охраны китайского консульства в Лос-Анджелесе.
- Ричард Хеллер (Логан Маршалл-Грин) сын министра обороны Хеллера, брат Одри.
- Мэнди (Миа Киршнер) наёмный убийца, пособница Марвана.
- Томас Шерек (Фаран Таир) террорист, пособник Марвана.

### Специально приглашённые актёры
- Тони Алмейда (Карлос Бернард) бывший агент КТО. Муж Мишель.
- Мишель Десслер (Рейко Эйлсворт) бывший агент КТО. Жена Тони.
- Дэвид Палмер (Деннис Хэйсберт) бывший президент США.

## Производство
К четвёртому сезону впервые сняли приквел (потом было снято ещё два приквела к пятому и шестому сезонам, а также нарисован анимированный комикс в качестве приквела к первому сезону). 10-минутный приквел был доступен на DVD. В нём показано увольнение Джека из КТО и начало отношений с Одри Рейнс. По телеканалу Sky One в Великобритании приквел транслировался перед началом показа четвёртого сезона.
«Конспирация» 12 одноминутных «мобизодов» (Mobisodes — эпизоды для мобильных телефонов), также выпустили в 2005 году в США и Великобритании для мобильных телефонов в качестве рекламной кампании сериала 24. История продолжает повествовать о событиях, связанных с КТО в Лос-Анджелесе.

### Трейлер
Рекламный трейлер телеканала Fox к четвёртому сезону рассказывает о том, что Джек находится в отношениях с Одри и он рад, что больше не работает в КТО. Это обсуждение перемежается с флэшбэками, показывающими события предыдущих сезонов, подразумевая, что такие переживания являются частью Джека, который никогда не уйдёт из КТО. Конец трейлера затрагивает различия между 4-м сезоном и предыдущими тремя. Например, «Враг более непредсказуем». Это перекликается с комментариями Кифера Сазерленда, сделанные после финала третьего сезона. Он сказал: «В течение трёх лет мы делали один и тот же сценарий. Наш 24-часовой ответ — это следующий сезон, который будет значительно отличаться».

### Непрерывная трансляция
В этот раз Fox Network сделали непрерывную трансляцию сериала по одному эпизоду в неделю. Трансляцию предыдущих 3 сезонов приходилось разбивать на несколько частей по разным причинам. Непрерывная трансляция создала большую реалистичность происходящего.

### Пытки
Тюрьма Абу-Грейб скандально известна тем, что там заключённые подозреваемые в терроризме подвергались пыткам. В отличие от других сезонов 24, где также показаны сцены пыток, здесь Джек Бауэр обозначает свою позицию — цель оправдывает средства. Несмотря на то, что в конечном итоге ядерная атака предотвращена, есть и последствия. Дина Араз убита во время рискованной операции. Пол Рейнс умирает из-за решения Джека. Джек вынужден инициировать свою смерть. В интервью с Чарли Роуз (Charlie Rose), Кифер Сазерленд прокомментировал использование в телешоу пыток и как это связано с недавними спорами о правительственных пытках. «Считаю ли я, что полиция или любое другое агентство, которое работает на правительство, должны иметь право опрашивать людей и делать то, что я делаю на телешоу? Нет, я не знаю.»

## Критика
Четвёртый сезон получил высокие рейтинги. Кифер Сазерленд получил награды.

## Релиз на DVD
Четвёртый сезон был выпущен на DVD: регион 1 — декабрь 6, 2005 и регион 2 — август 8, 2005.

## Эпизоды
| № общий | № в сезоне | Название                         | Режиссёр       | Автор сценария                                                     | Дата премьеры   | Произв. код | Зрители в США (млн) |
| --- | ---------- | -------------------------------- | -------------- | ------------------------------------------------------------------ | --------------- | ----------- | ------------------- |
| 73 | 1          | «Day 4: 7:00 a.m. — 8:00 a.m.»   | Джон Кассар    | Джоэл Сурноу и Майкл Лосефф                                        | 9 января 2005   | 4AFF01      | 15.31               |
| Через 18 месяцев после событий 3-го дня Бауэр, как выяснилось, работает на министра обороны Джеймса Хеллера, тайно встречаясь с его дочерью Одри Рейнс. С помощью Бауэра, Лобеллу удаётся найти Шерека; его доставляют в КТО на допрос.                                                                         |            |                                  |                |                                                                    |                 |             |                     |
| 74 | 2          | «Day 4: 8:00 a.m. — 9:00 a.m.»   | Джон Кассар    | Говард Гордон                                                      | 9 января 2005   | 4AFF02      | 14.34               |
| 75 | 3          | «Day 4: 9:00 a.m. — 10:00 a.m.»  | Брэд Тёрнер    | Эван Кац                                                           | 9 января 2005   | 4AFF03      | 11.91               |
| 76 | 4          | «Day 4: 10:00 a.m. — 11:00 a.m.» | Брэд Тёрнер    | Стивен Крониш                                                      | 10 января 2005  | 4AFF04      | 13.34               |
| 77 | 5          | «Day 4: 11:00 a.m. — 12:00 p.m.» | Джон Кассар    | Питер М. Ленков                                                    | 17 января 2005  | 4AFF05      | 11.51               |
| Эрин Дрисколл приказывает полиции освободить Бауэра. КТО начинает отслеживать Хасана, который узнаёт и сообщает Омару перед самоубийством, чтобы избежать допроса. С сужением потенциальных пунктов назначения КТО находит местоположение с помощью тепловизора спутника. Бауэр направляется туда для разведки. |            |                                  |                |                                                                    |                 |             |                     |
| 78 | 6          | «Day 4: 12:00 p.m. — 1:00 p.m.»  | Джон Кассар    | Мэтт Мичновец                                                      | 24 января 2005  | 4AFF06      | 12.20               |
| 79 | 7          | «Day 4: 1:00 p.m. — 2:00 p.m.»   | Кен Джиротти   | Джоэл Сурноу и Майкл Лосефф                                        | 31 января 2005  | 4AFF07      | 11.52               |
| 80 | 8          | «Day 4: 2:00 p.m. — 3:00 p.m.»   | Кен Джиротти   | Телесценарий: Стивен Крониш и Питер М. Ленков Сюжет: Мэтт Мичновец | 7 февраля 2005  | 4AFF08      | 11.10               |
| 81 | 9          | «Day 4: 3:00 p.m. — 4:00 p.m.»   | Брэд Тёрнер    | Говард Гордон и Эван Кац                                           | 14 февраля 2005 | 4AFF09      | 11.42               |
| 82 | 10         | «Day 4: 4:00 p.m. — 5:00 p.m.»   | Брэд Тёрнер    | Стивен Крониш и Питер М. Ленков                                    | 21 февраля 2005 | 4AFF10      | 13.16               |
| 83 | 11         | «Day 4: 5:00 p.m. — 6:00 p.m.»   | Джон Кассар    | Джоэл Сурноу и Майкл Лосефф                                        | 28 февраля 2005 | 4AFF11      | 14.55               |
| 84 | 12         | «Day 4: 6:00 p.m. — 7:00 p.m.»   | Джон Кассар    | Говард Гордон и Эван Кац                                           | 7 марта 2005    | 4AFF12      | 13.09               |
| 85 | 13         | «Day 4: 7:00 p.m. — 8:00 p.m.»   | Родни Чартерс  | Энн Кофелл Сондерс                                                 | 14 марта 2005   | 4AFF13      | 12.05               |
| 86 | 14         | «Day 4: 8:00 p.m. — 9:00 p.m.»   | Тим Якофано    | Говард Гордон и Эван Кац                                           | 21 марта 2005   | 4AFF14      | 11.55               |
| 87 | 15         | «Day 4: 9:00 p.m. — 10:00 p.m.»  | Брайан Спайсер | Джоэл Сурноу и Майкл Лосефф                                        | 28 марта 2005   | 4AFF15      | 11.58               |
| 88 | 16         | «Day 4: 10:00 p.m. — 11:00 p.m.» | Брайан Спайсер | Телесценарий: Говард Гордон и Эван Кац Сюжет: Роберт Кокран        | 4 апреля 2005   | 4AFF16      | 11.06               |
| 89 | 17         | «Day 4: 11:00 p.m. — 12:00 a.m.» | Джон Кассар    | Даппи Деметриус                                                    | 11 апреля 2005  | 4AFF17      | 11.64               |
| 90 | 18         | «Day 4: 12:00 a.m. — 1:00 a.m.»  | Джон Кассар    | Джоэл Сурноу и Майкл Лосефф                                        | 18 апреля 2005  | 4AFF18      | 11.08               |
| 91 | 19         | «Day 4: 1:00 a.m. — 2:00 a.m.»   | Брайан Спайсер | Говард Гордон и Эван Кац                                           | 25 апреля 2005  | 4AFF19      | 11.03               |
| 92 | 20         | «Day 4: 2:00 a.m. — 3:00 a.m.»   | Брайан Спайсер | Питер М. Ленков                                                    | 2 мая 2005      | 4AFF20      | 10.88               |
| 93 | 21         | «Day 4: 3:00 a.m. — 4:00 a.m.»   | Кевин Хукс     | Джоэл Сурноу и Майкл Лосефф                                        | 9 мая 2005      | 4AFF21      | 11.00               |
| 94 | 22         | «Day 4: 4:00 a.m. — 5:00 a.m.»   | Кевин Хукс     | Мэтт Мичновец и Даппи Деметриус                                    | 16 мая 2005     | 4AFF22      | 11.67               |
| 95 | 23         | «Day 4: 5:00 a.m. — 6:00 a.m.»   | Джон Кассар    | Сэм Монтгомери                                                     | 23 мая 2005     | 4AFF23      | 12.23               |
| 96 | 24         | «Day 4: 6:00 a.m. — 7:00 a.m.»   | Джон Кассар    | Роберт Кокран и Говард Гордон                                      | 23 мая 2005     | 4AFF24      | 12.23               |